# ژان-پیر ژونه
ژان-پیر ژونه (به فرانسوی: Jean-Pierre Jeunet) (زاده ۳ سپتامبر ۱۹۵۳) کارگردان فرانسوی است. ۱۷ سال بیشتر نداشت که اولین دوربین فیلم برداری اش را خرید و فعالیت حرفه‌ای‌اش را با ساخت انیمیشن و فیلم کوتاه آغاز کرد. ژونه با کارگردانی فیلم آملی در سال ۲۰۰۱ به شهرت جهانی رسید. این فیلم نامزد پنج جایزه اسکار شد. او از سال ۱۹۹۷ با زنی به نام لیزا سالیوان ازدواج کرده‌است.

## حواشی فیلم های ژان پی یر ژونه
- از زوایای باز یا wide shots اصطلاحاً بیشتر استفاده می‌کند.
- اغلب شخصیت‌های اصلی فیلم‌های او یا یتیم هستند یا یکی از والدین خود را از دست داده‌اند.
- معمولاً عشق بین شخصیت فیلم‌های او بین افرادی ست که بی سرپرست و تنها هستند.
- در تیتراژ انتهایی تصویر هرکدام از بازیگران را نشان می‌دهد.

## فیلم‌شناسی

### نویسنده و کارگردان
- مغازه اغذیه‌فروشی (۱۹۹۱)
- شهر بچه‌های گم‌شده (۱۹۹۵)
- بیگانه: رستاخیز (۱۹۹۷) (فقط کارگردان)
- سرنوشت شگفت‌انگیز املی پولن (۲۰۰۱)
- یک نامزدی بسیار طولانی (۲۰۰۴)
- کلاف سردرگم (۲۰۰۹)
- تی. اس اسپیوت جوان و شگرف (۲۰۱۳)
- بیگ‌باگ (۲۰۲۲)

## جوایز وافتخارات
- کاندیدای بفتای بهترین کارگردانی برای فیلم سرنوشت شگفت‌انگیز املی پولن در سال ۲۰۰۱